# Mohammad Baqer Jarrazí

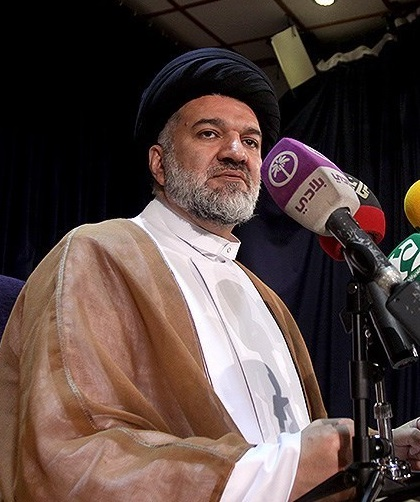
Mohammad Baqer Jarrazí

Mohammad Baqer Jarrazí es un ayatolá iraní, secretario general del Hezbolá de Irán y candidato a la presidencia de Irán en la elección del 14 de junio de 2013.

## Actividad académica
El ayatolá Jarrazí posee una maestría en Economía y la calificación de Ichtihad en derecho islámico por las escuelas de ciencias islámicas de Qom, en las que ejerce como enseñante. Ha fundado y regenta en distintas ciudades de Irán los centros islámicos Instituto Cultural y Artístico Imam Hasan Askarí, Red de Escuelas Imam Hadí y Escuela Mohsenié de Ichtihad, donde instruye a tres centenares de estudiantes.

## Candidatura electoral
El 2 de febrero de 2013, Jarrazí presentó su candidatura a la presidencia en la elección presidencial prevista para el siguiente 14 de junio, anunciando como objetivo de gobierno «devolver al país sin derramar una gota de sangre todos los territorios separados de Irán» –con mención explícita de Tayikistán, Armenia y la república de Azerbaiyán–, además de situar la cotización del rial iraní en 10.000 riales por dólar de los Estados Unidos y acabar con los embargos impuestos a Irán por países occidentales «en los primeros meses» del mandato disputado.
Las declaraciones del secretario general del Hezbolá de Irán suscitaron reacciones de protesta del gobierno de Tayikistán y aclaraciones de la embajada iraní en Ereván, en el sentido de que «Irán es un país libre, todo el mundo puede decir lo que quiera», además de recalcar el respeto de Teherán a la integridad territorial de «los estados» y que son «el presidente de Irán y el ministerio de Exteriores» los que expresan la política oficial iraní.

## Vínculos familiares
Mohammad Baqer Jarrazí es hijo del ayatolá Mohsén Jarrazí, miembro de la Asamblea de los Expertos de la Dirección, hermano de Sadeq Jarrazí, exembajador iraní ante la ONU y en París, y tío de Kamal Jarrazí, ministro de Exteriores entre 1997 y 2005.